# Le Foyer breton
Le Foyer breton est un recueil de contes bretons d'Émile Souvestre, publié en 1844 en langue française. Cet ouvrage constitue un recueil de contes populaires bretons classés par pays traditionnel. Il rencontre un succès immédiat, devenant le premier ouvrage en prose narrative en Bretagne. Ernest du Laurens de la Barre s'en inspire pour plusieurs de ses recueils. Il est régulièrement réédité.

## Débat sur l'authenticité
La réédition du Foyer breton par Jean Vigneau en 1947 entraîne un long débat sur l'authenticité des récits rassemblés par Souvestre, accusé de les avoir réarrangés ou pire, d'en avoir totalement réécrits. Gourvil estime notamment que « Souvestre n’a ourdi la trame d’aucun de ses contes, et s’est contenté d’habiller à la bretonne des récits traditionnels auxquels manquaient les décors et les traits caractéristiques du peuple qu’il voulait célébrer à sa manière ». Lors de son enquête sur le conte populaire français, le spécialiste Paul Delarue classe définitivement les récits du foyer breton parmi les « contes imaginés ».

## Contenu
- La Ferme des nids
- Comorre
- Les Trois Rencontres
- Jean Rouge-gorge
- La Forge isolée
- Les Lavandières de nuit
- La Groac'h de l'Île du Lok
- Invention des Ballins
- Teuz-ar-Pouliet
- L'Île de Saint-Nicolas
- Keris
- La Souris de terre et le Corbeau gris
- La Hutte du sabotier
- Le Diable devenu recteur
- Les Korils de Plaudren
- Peronnik l'idiot
- Les Pierres de Plouhinec

## La Groac'h de l'Île du Lok

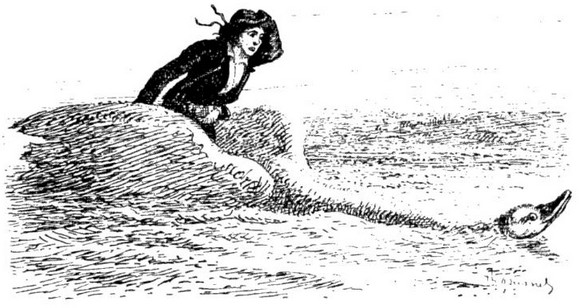
Houarn sur le canot enchanté de la Groac'h. Gravure d'après Théophile Busnel, Contes et légendes de Basse-Bretagne, 1891.

« La Groac’h de l’Île du Lok » est le plus célèbre conte évoquant une groac'h, sorte de fée-sorcière bretonne. Houarn Pogamm et Bellah Postik, cousins orphelins, grandissent ensemble à Lannilis et s'aiment, mais ils sont pauvres. Houarn part chercher fortune. Bellah lui confie une clochette et un couteau, elle garde le troisième objet magique en sa possession, un bâton. Houarn arrive à Pont-Aven et y entend parler de la groac'h de l’île du Lok, une fée qui habite le lac de la plus grande des îles Glénan, réputée aussi riche que tous les rois réunis. Houarn se rend sur l’île du Lok et monte dans un canot enchanté en forme de cygne qui le conduit sous l'eau, dans la demeure de la groac'h. Cette femme superbe lui demande ce qu'il veut, Houarn répond qu'il cherche de quoi acheter une petite vache et un pourceau maigre. La fée lui offre à boire du vin enchanté et lui demande de l'épouser. Il accepte, mais en voyant la groac'h attraper et faire frire des poissons qui gémissent, il a peur et sent des remords. La groac'h lui donne le plat de fritures de poisson et s'absente pour chercher du vin. 
Houarn tire son couteau, dont la lame détruit les enchantements. Tous les poissons se redressent et deviennent de petits hommes. Ce sont des victimes de la groac'h, qui ont accepté de l'épouser avant d'être métamorphosés et servis à dîner aux autres prétendants. Houarn tente de s'échapper mais la groac'h revient et lui lance le filet d'acier qu'elle porte à sa ceinture, ce qui le change en grenouille. La clochette qu'il porte à son cou tinte et Bellah l’entend à Lannilis. Elle prend son bâton magique qui se change en bidet rapide, puis en oiseau pour traverser la mer. Au sommet d'un rocher, Bellah trouve un petit korandon noir, le mari de la groac'h. Il lui apprend le point faible de la fée. Le korandon offre des habits d'homme à Bellah et lui permet de se déguiser. Lorsqu'elle arrive auprès de la  groac'h, celle-ci est très heureuse de recevoir un si beau garçon et cède à la demande de Bellah, qui voudrait attraper ses poissons avec le filet d’acier. Bellah lance le filet sur la fée en la maudissant : « devient de corps ce que tu es de cœur ! ». La groac'h se change en créature hideuse, la reine des champignons, qui est jetée au fond d'un puits. Les hommes métamorphosés et le korandon sont délivrés, Bellah et Houarn prennent les trésors de la fée, s'épousent et vivent heureux.
D'après Joseph Rio, ce conte témoigne d'un important travail d'écriture sur le personnage de la groac'h. Souvestre explique son choix de le placer sur l'île du Lok par la multiplicité des versions des conteurs. La Groac'h de l'île du Lok connaît un grand succès en Allemagne, plus encore qu'en Bretagne. Henrich Bode le publie sous le titre de « La fée des eaux » en 1847. Il est réédité en 1989 et 1993. Ce conte est également traduit en anglais (the Groac’h of the Isle), et publié notamment dans The Lilac Fairy Book en 1910. Il sert de matériel d'étude de la langue française pour les élèves britanniques entre 1880 et 1920.

## Éditions
- Le Foyer breton, W. Coquebert, 1844
- Le Foyer breton. Contes et Récits populaires, Paris: Nelson Éditeurs, (entre 1911-1925), 288 p.
- Le Foyer breton. Traditions populaires illustrées d’après l’édition originale par Penguilly, Leleux, Fortin et Tony Johannot, éd. Jean Vigneau, 1947, 317 p.
- Le Foyer breton, Bibliothèque Marabout, 1975
- Contes de Bretagne. Éditions Jean-Paul Gisserot.1990